# ANET
株式会社ANET（アネット）は、緊急地震速報をはじめとする、防災に係わる情報や技術の調査、研究からその配信および活用システムの設計、製作、保守等を行う、（財）鉄道総合技術研究所のグループ企業。英文名称はANET CO., LTD.。本店は東京都千代田区。

## 緊急地震速報配信サービス
緊急地震速報の震源情報およびユーザ所在地での予測震度と主要動（S波）到達までの猶予時間を暗号化して配信するANETアラートサービスを行っている。

## 緊急地震速報受信システム
ANETアラートの受信ソフトEQMessenger（イーキューメッセンジャー）シリーズの販売を行っている。EQ Messengerをインストールしたサーバやパソコン (PC) と放送設備や工場ラインを接続することで、緊急地震速報を用いて人への報知を行ったり機器を制御したりすることができる。また、無料（フリー）の評価版を利用することもできる。